# Sabina Rouge
Sabina Rouge (Haddonfield, Nueva Jersey; 16 de agosto de 1997) es una actriz pornográfica, camgirl y modelo erótica estadounidense.

## Biografía
Sabina Rouge nació en la ciudad de Haddonfield, un borough ubicado en el condado de Camden en el estado estadounidense de Nueva Jersey, en agosto de 1997, en el seno de una familia con ascendencia francesa, inglesa e italiana.
Antes de entrar en la industria pornográfica, Rouge estudiaba Neurociencia en la Universidad de Tennessee, siendo, además, profesora de canto. Con 20 años comenzó a trabajar como modelo de cámara web en la página Chaturbate. Por sus shows digitales fue descubierta por el propietario de la agencia Matrix Models, John Stevens, que le hizo la primera propuesta para entrar en la actuación porno. En ese período, Sabina Rouge, saldría entrevistada en la serie documental Hot Girls Wanted: Turned On, emitida por Netflix.
Con la agencia Matrix Models, Ha trabajado para productoras como Wicked Pictures, Girlsway, Brazzers, Reality Kings, Twistys, Girlfriends Films, Sweetheart Video, Mofos, Pure Taboo, Team Skeet, The Score Group o Mile High.
A su llegada a Los Ángeles, en abril de 2018, comenzó su carrera como modelo erótica. Posó para Playboy Plus, siendo fotografiada por Holly Randall. Al mes siguiente, en mayo, fue elegida Pet of the Month de la revista Penthouse.
Habiendo posado también para revistas como Hustler, Barely Legal o Taboo, su registro como actriz, tanto en portales web como en películas, ha sido principalmente de escenas de masturbación y de sexo gonzo y lésbico, asumiendo roles de estudiante o cheerleader.
Ha aparecido en más de 180 películas como actriz.
Algunos trabajos suyos son Cheer Squad Sleepovers 26, Cheer Squad Sleepovers 27, Diamond in A Dowdy Dress, Full Service Hair Salon, Getting Over Him And Under Her, Lesbian Adventures - Older Women Younger Girls 12, Must-See Newbie, Petite Punishment By A Tall Stepmother, Relaxation Technique o Sexercise.

## Premios y nominaciones
| Año  | Ceremonia    | Resultado | Premio                                   | Trabajo               |
| ---- | ------------ | --------- | ---------------------------------------- | --------------------- |
| 2019 | Premios AVN  | Nominada  | Artista lésbica del año                  | —                     |
| 2019 | Premios AVN  | Nominada  | Mejor escena de sexo lésbico             | Axel Braun's Girlfest |
| 2019 | Premios AVN  | Nominada  | Premio fan: Debutante más caliente       | —                     |
| 2020 | Premios AVN  | Nominada  | Artista lésbica del año                  | —                     |
| 2020 | Premios AVN  | Nominada  | Mejor escena de sexo lésbico             | When Boys Are Away    |
| 2020 | Premios XBIZ | Nominada  | Artista lésbica del año                  | —                     |
| 2021 | Premios AVN  | Nominada  | Artista lésbica del año                  | —                     |
| 2021 | Premios AVN  | Nominada  | Mejor escena de sexo lésbico             | A Part of Her World   |
| 2021 | Premios AVN  | Nominada  | Mejor escena de sexo lésbico en grupo    | Popular               |
| 2021 | Premios XBIZ | Nominada  | Artista lésbica del año                  | —                     |
| 2022 | Premios AVN  | Nominada  | Artista lésbica del año                  | —                     |
| 2022 | Premios XBIZ | Nominada  | Mejor escena de sexo en película lésbica | Murder Mystery        |
| 2023 | Premios AVN  | Nominada  | Artista lésbica del año                  | —                     |
| 2023 | Premios AVN  | Nominada  | Mejor escena de sexo lésbico en grupo    | From Bad to Worse     |
| 2023 | Premios XBIZ | Nominada  | Artista lésbica del año                  | —                     |